# Louis-Antoine de Pardaillan de Gondrin

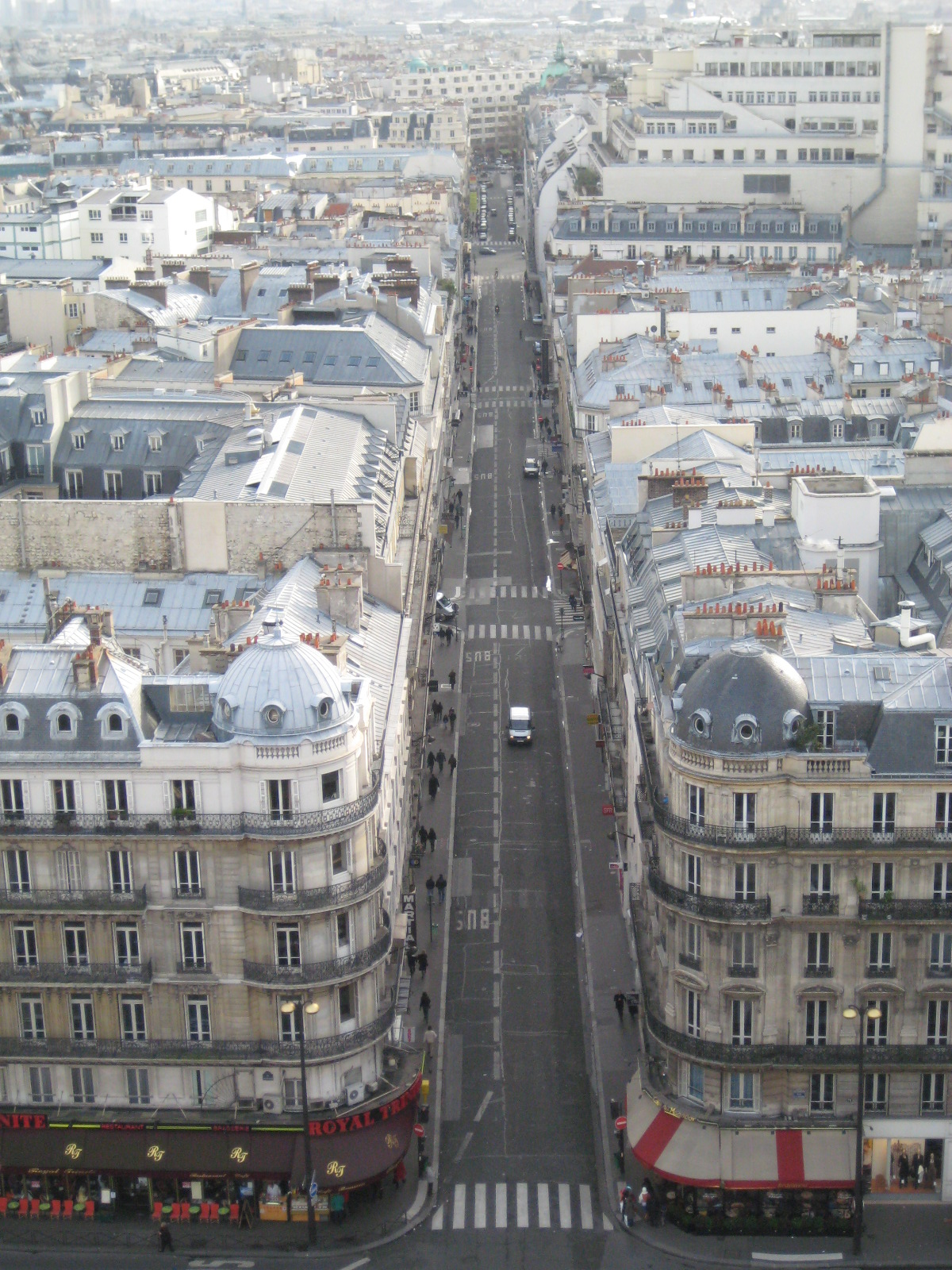
Rue de la Chaussée-d'Antin, pařížská ulice pojmenovaná na počest vévody z Antinu

Louis-Antoine de Pardaillan de Gondrin, vévoda z Antinu (česky Ludvík Antonín, 5. září 1664, Paříž – 14. května 1736, Paříž) byl francouzský šlechtic. V letech 1708–1736 působil jako ředitel Bâtiments du Roi (královských budov). Jeho matkou byla oficiální milenka francouzského krále Ludvíka XIV., markýza de Montespan.

## Život
Syn markýzy a markýze de Montespan byl vychováván na zámku de Bonnefont v Gaskoňsku až do svého příchodu ke královskému dvoru v roce 1683. Poté byl poslán na vojenská studia.
Díky sňatku s Julie Françoise de Crussol (1669–1742), vnučkou vévody z Montasieru, se dostal do okruhu přátel dauphina Ludvíka. Od roku 1701 byl markýzem z Antinu, z Grondrinu a Montespanu. Stal se důstojníkem ve francouzské armádě, avšak v roce 1707 jej v důsledku špatného velení v bitvě u Ramillies král z armády vyloučil.
Ludvík Antonín měl díky matce blízko ke svým nevlastním sourozencům Ludvíku Augustovi a Ludvíku Alexandrovi, které král označil za své (legitimizoval je jako syny Francie).
V roce 1708 vystřídal zemřelého J. Hardouin-Mansarta na postu ředitele Bâtiments du Roi, díky čemuž získal částečný přístup přímo ke králi. Roku 1711 povýšil Ludvík XIV. antinské markýzství na vévodství a Ludvík-Antonín se tak stal prvním vévodou z Antinu a pairem. V roce 1724 obdržel Řád sv. Ducha v rytířské třídě.
Ludvík Antonín od narození projevoval talent k řízení lidí. Díky své pozici kontroloval i dostavby zámku ve Versailles. V době regentství dovedl obratně využít Lawsův systém a vydělal díky němu velké jmění.
Na sklonku života předal vévodství i titul v roce 1722 synovi a dožil ve svém paláci na Chausée-d'Antin, kde zemřel roku 1736. Jeho palác se následně stal sídlem vévody z Richelieu. Po jeho smrti se stal ředitelem bâtiments Philibert Orry.